# Polozzi
José Fernando Polozzi, plus connu sous le nom de Polozzi (né le 1er octobre 1955 à Vinhedo dans l'état de São Paulo) est un joueur de football international brésilien qui évoluait au poste de défenseur, avant de devenir ensuite entraîneur.

## Biographie

### Carrière de joueur

#### Carrière en équipe nationale
Avec l'équipe du Brésil, il joue quatre matchs, sans inscrire de but, entre 1978 et 1986[réf. nécessaire].
Il figure dans le groupe des sélectionnés lors de la Coupe du monde de 1978. Lors du mondial organisé en Argentine, il ne joue aucun match.

## Palmarès
Operário
- Championnat du Mato Grosso (1) :
  - Champion : 1986.